# Solpugella anchietae
Solpugella anchietae är en spindeldjursart som beskrevs av Frade 1940. Solpugella anchietae ingår i släktet Solpugella och familjen Solpugidae. Inga underarter finns listade i Catalogue of Life.